# Bushel
El bushel (mot anglès) és una mesura de capacitat per a sòlids i líquids usada al Regne Unit, i només per a sòlids als Estats Units i el Canadà. Als Estats Units, el bushel estàndard equival a 27,216 kg de blat, 25,4 kg de blat de moro, 21,772 kg d'ordi, 25,301 kg de sègol, 14,515 kg de civada i 27,216 kg de soia.
La paraula anglesa també se sol fer servir internacionalment per referir-se a una unitat de mesura mesopotàmica tant per a sòlids com per a líquids usada a Sumer i Accad. El seu nom era ba-ri₂-ga en sumeri, parsiktu en accadi i 𒁀𒌷𒂵 en escriptura cuneïforme. Equivalia a 60 qû (la mida d'un bol) i actualment correspondria si fa no fa a uns 36 litres.